# IC 5151
IC 5151 ist eine kompakte Galaxie vom Hubble-Typ C+C im Sternbild Pegasus. Sie ist schätzungsweise 384 Millionen Lichtjahre von der Milchstraße entfernt und hat einen Durchmesser von etwa 50.000 Lichtjahren. 
Das Objekt wurde am 23. Oktober 1903 von Stéphane Javelle entdeckt.